# Epiblema damasceana
Epiblema damasceana es una especie de polilla del género Epiblema, familia Tortricidae.
Fue descrita científicamente por Tuleskov & Nikolova en 1967.

## Distribución
Se encuentra en Bulgaria.